# Skały Podlesickie
Skały Podlesickie – pasmo wzniesień na Wyżynie Częstochowskiej po zachodniej stronie miejscowości Podlesice. Ciągnie się od drogi wojewódzkiej nr 792 (z Żarek do Kroczyc), po obniżenie między wzgórzem Łężec.
Do pasma należy kilka wzgórz porośniętych lasem: Sulmów, Góra Apteka (449 m), Góra Sowia (ok. 450 m). Na wzgórzach tych znajdują się liczne wapienne skały. Największe z nich, będące obiektem wspinaczki skalnej to: Apteka, Wilczy Kamień, Dudnik, Biblioteka, Ruskie Skały, oraz mniej znane: Ukryte Skały, Bukowe Skały, Zwornikowa Skała, Sowia Skała, Sowia Grań. W skałach występują jaskinie i mniejsze schroniska: Studnia Szpatowców, Mała Studnia Szpatowców, Jaskinia Żabia, Jaskinia Sulmowa.
Skały Podlesickie wchodzą w skład Specjalnego Obszaru Ochrony Siedlisk Natura 2000 Ostoja Kroczycka. W lasach rośnie wiele rzadkich gatunków roślin, m.in. storczyków, na skałach cenne przyrodniczo murawy kserotermiczne i roślinność ciepłolubna}.
Wzgórza są turystycznie dobrze udostępnione. Biegnie przez nie Szlak Orlich Gniazd będący głównym szlakiem Jury i równolegle z nim szlak konny. Północno-zachodnią częścią wzgórz biegnie szlak zielony. U północnych podnóży wzgórz, przy drodze nr 792 znajduje się parking i Centrum Dziedzictwa Przyrodniczego i Kulturowego Jury.

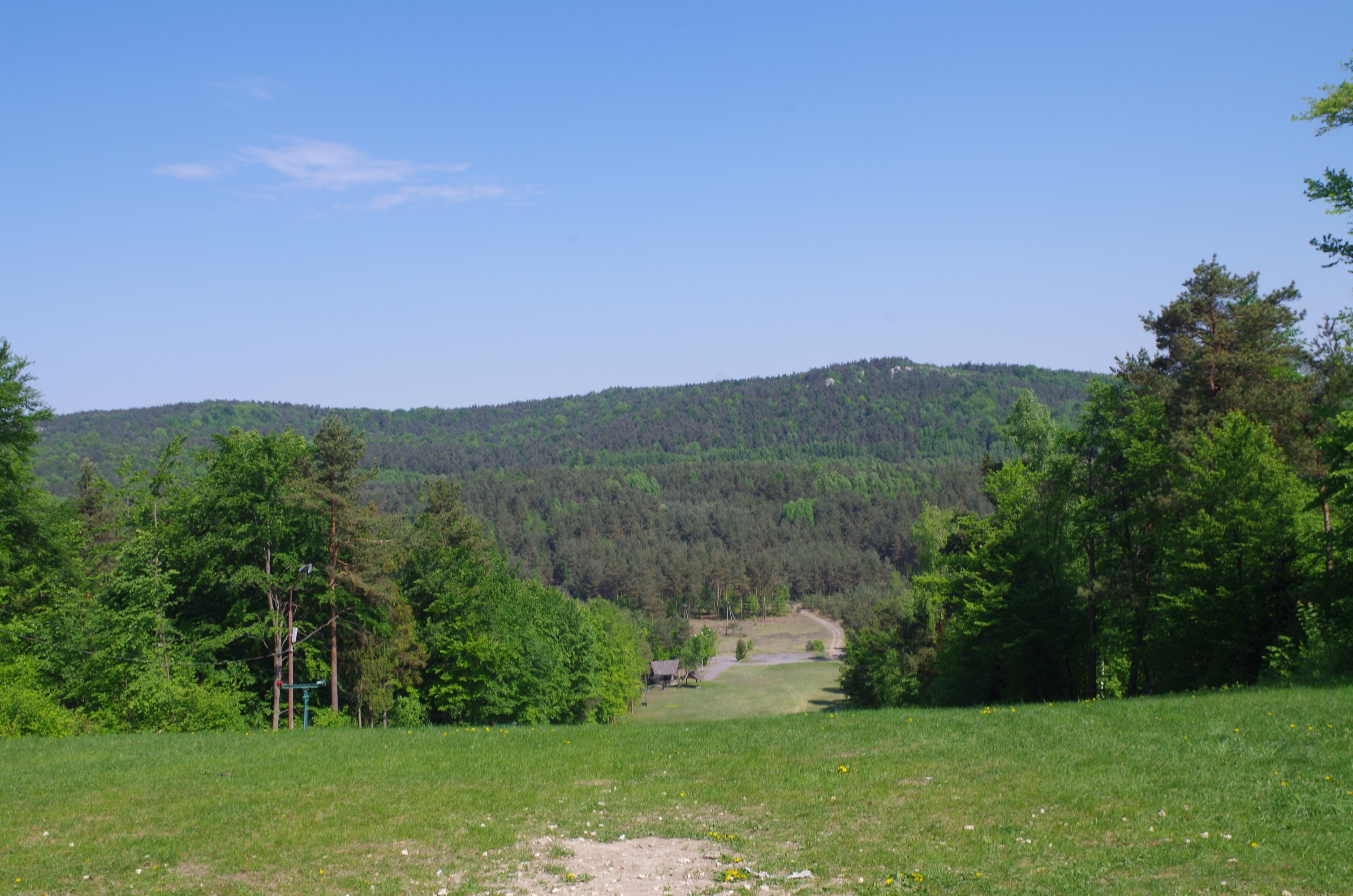
Widok na Skały Podlesickie spod Zamku w Morsku
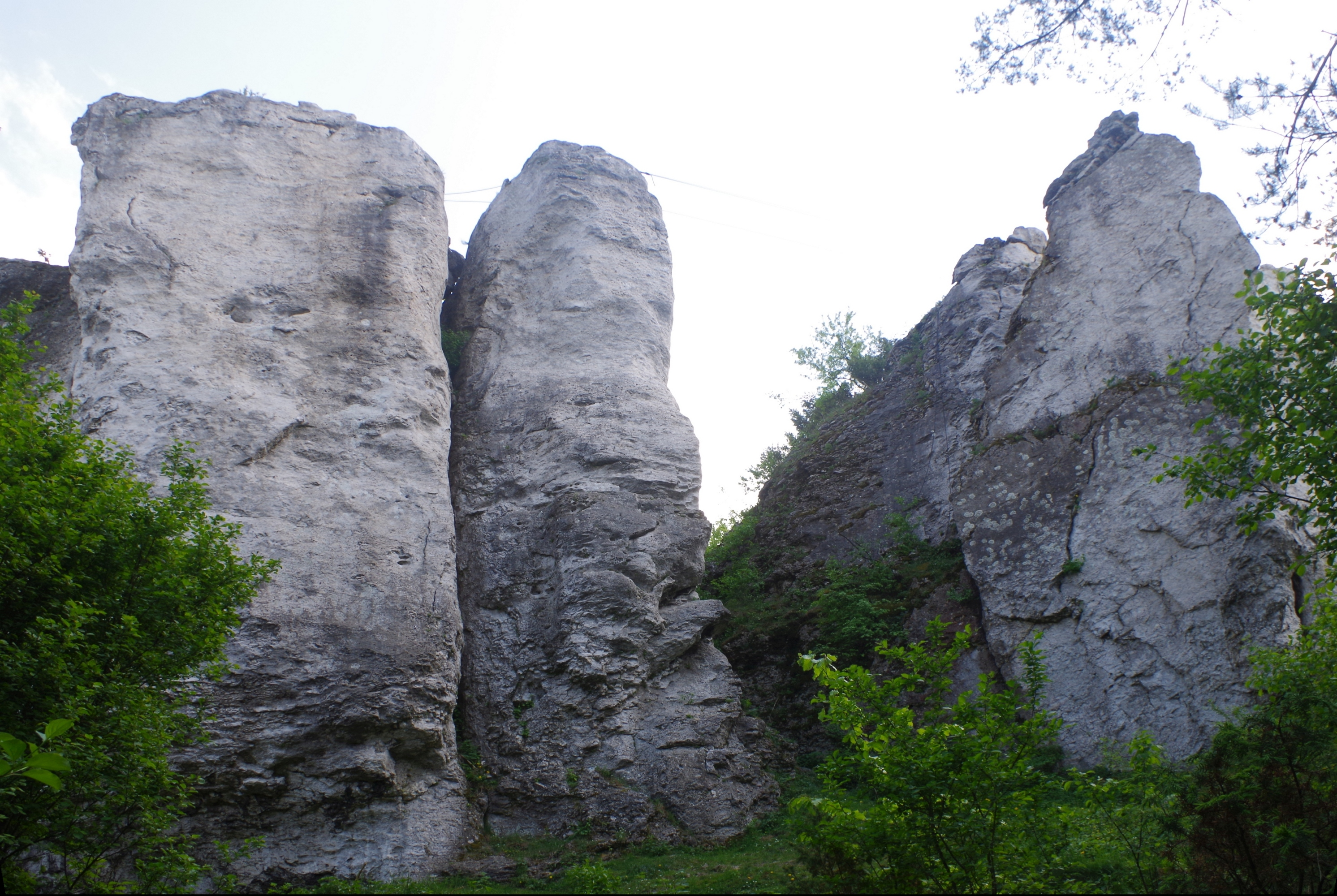
Biblioteka
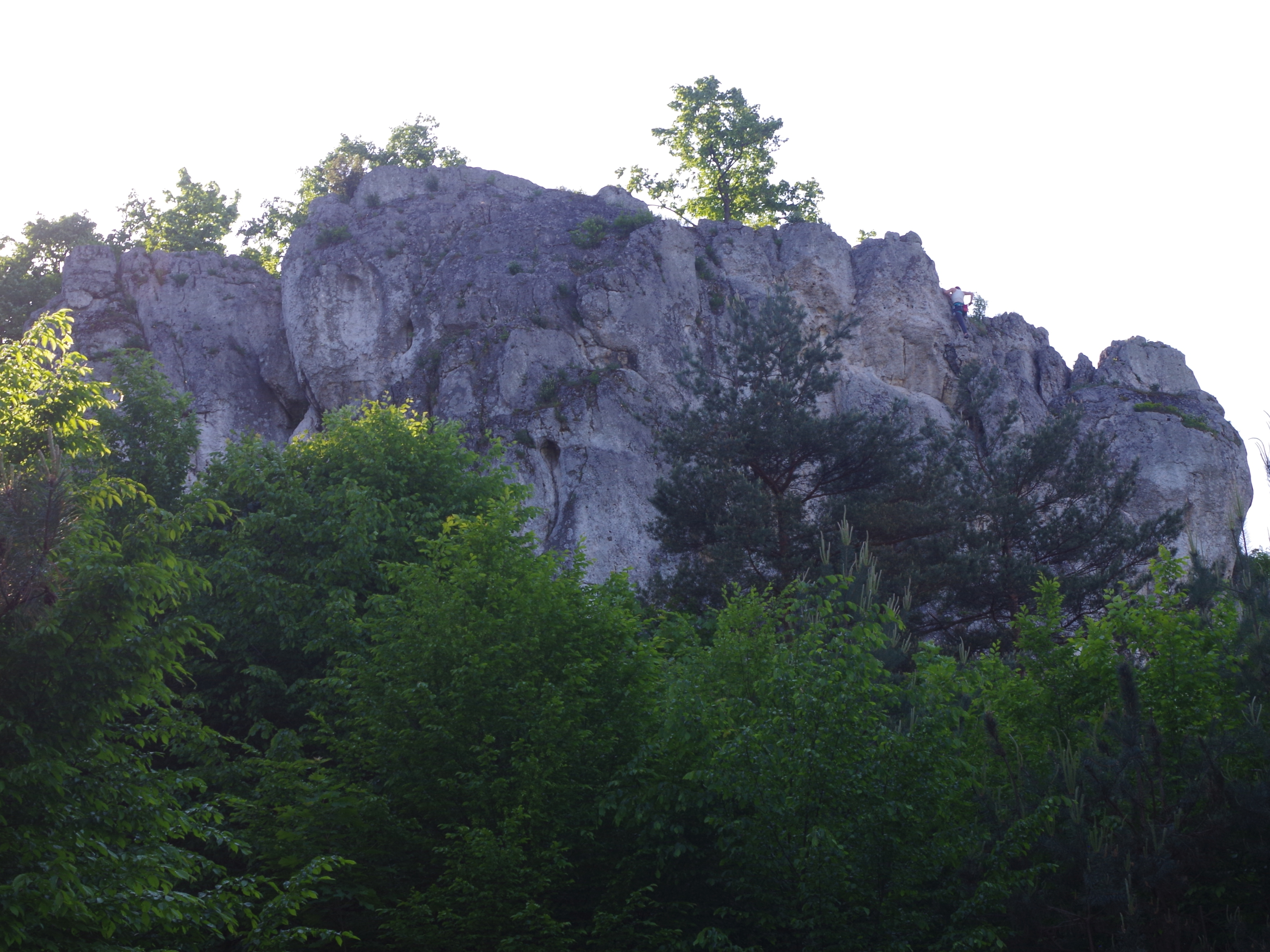
Apteka
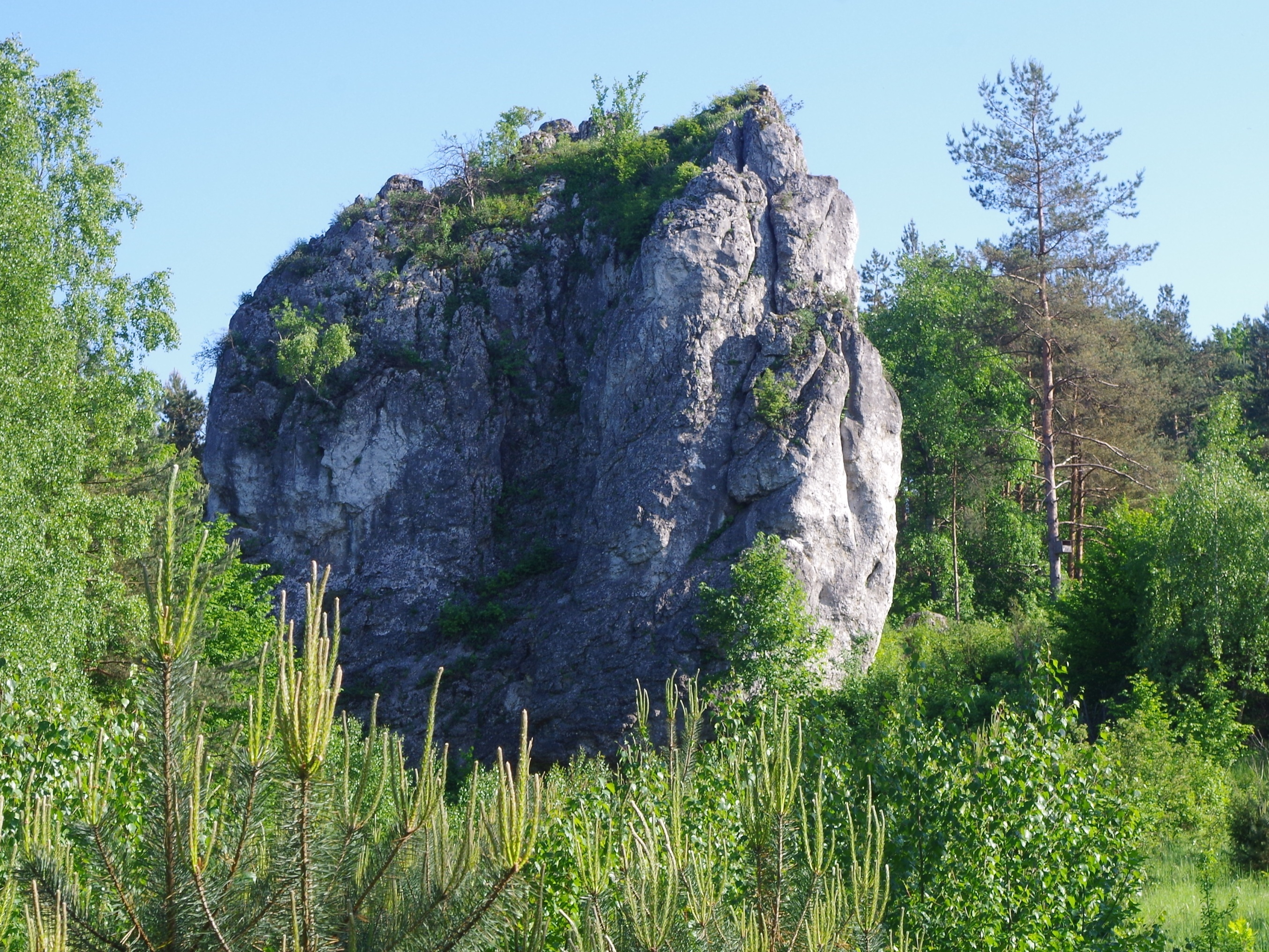
Wilczy Kamień
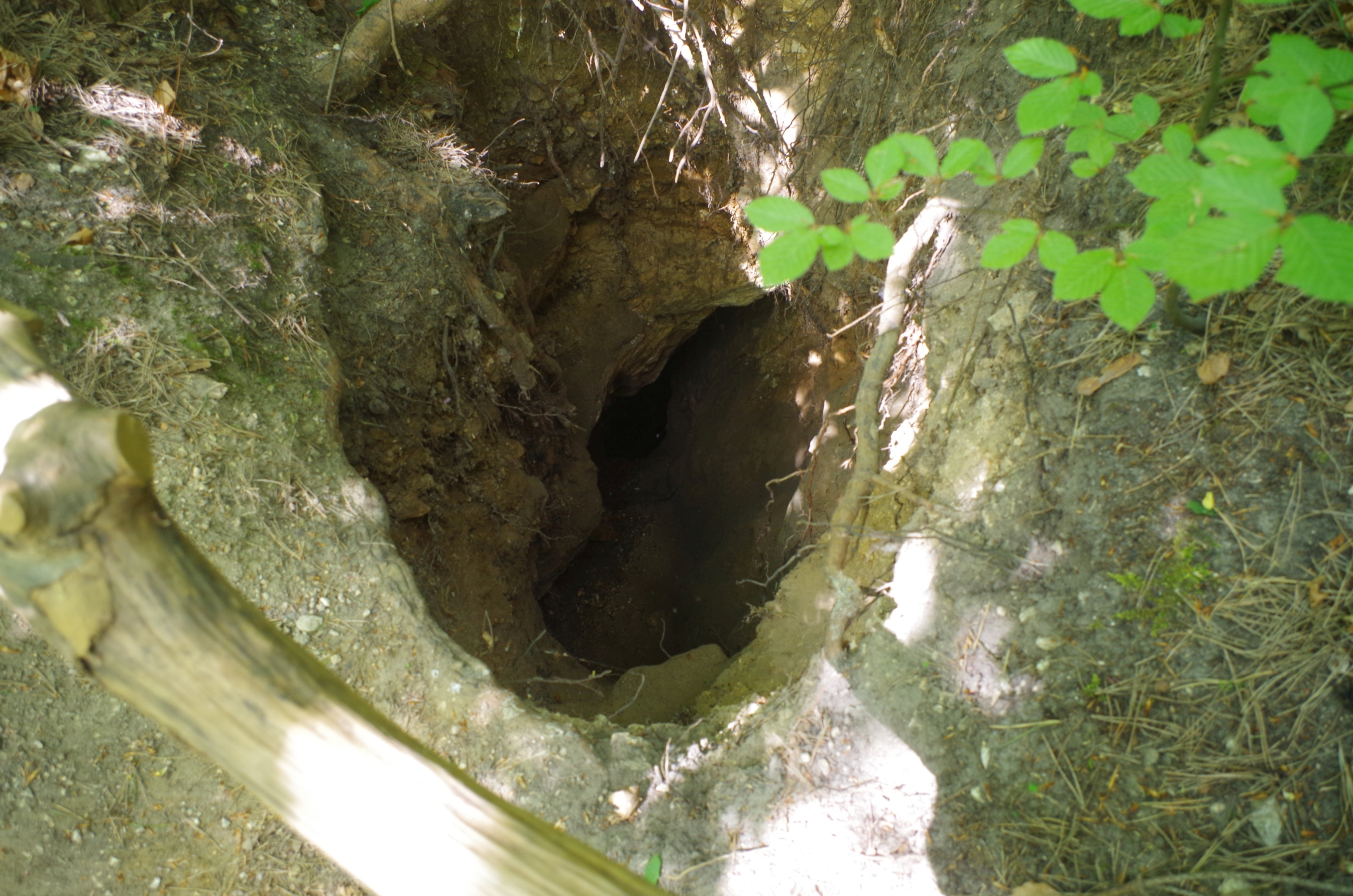
Jaskinia w Dudniku
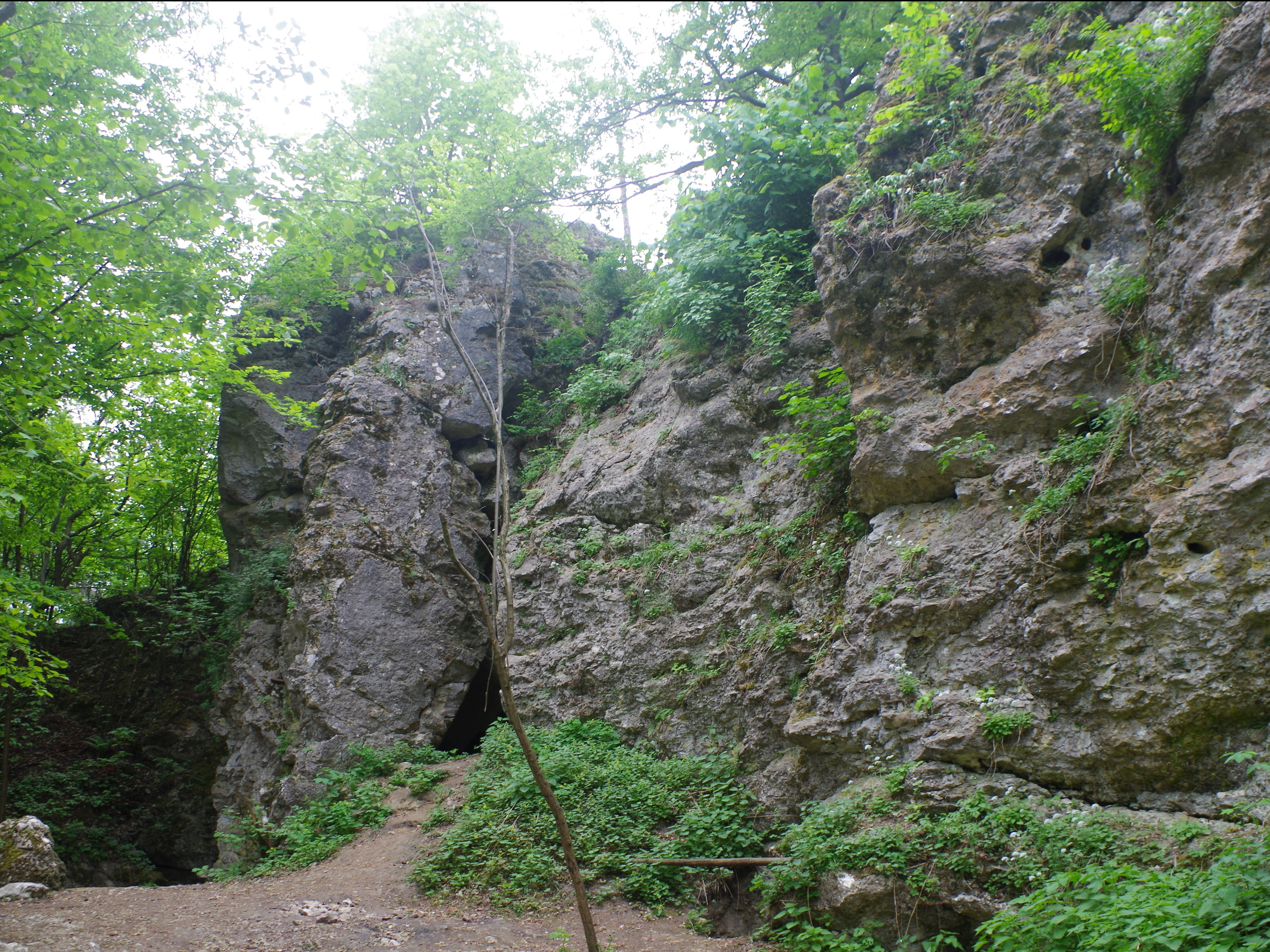
Dudnik

## Szlaki turystyczne
Szlak Orlich Gniazd, odcinek od Góry Zborów przez Skały Podlesickie i Zamek w Morsku do miejscowości Morsko
 Rzędkowice – Skały Rzędkowickie – Dudnik – Skały Kroczyckie – Zalew Kostkowicki